# We Love You/Dandelion
We Love You/Dandelion è un singolo dei Rolling Stones pubblicato nel Regno Unito  nel 1967. Il singolo fu l'ultimo ad essere prodotto dal manager del gruppo Andrew Loog Oldham, che poco tempo dopo lasciò la band.

## I brani
We Love You
Il brano fu composto da Mick Jagger e Keith Richards, pubblicato su singolo in Gran Bretagna  il 18 agosto 1967, con Dandelion come B-side. Il singolo entrò nella top ten britannica raggiungendo l'8ª posizione e rimanendo 8 settimane nella Official Singles Chart; raggiunse la 50ª negli Stati Uniti, dove uscì il 2 settembre e Dandelion (che raggiunse il 14º posto) era stata spostata sul lato A. La canzone contiene il contributo vocale non accreditato su disco di John Lennon e Paul McCartney ai cori di accompagnamento.
Si tratta di un brano dalle sonorità fortemente psichedeliche, inteso come una sorta di lettera di ringraziamento da parte del gruppo ai fan che li avevano sostenuti durante le vicissitudini giudiziarie legate all'accusa a Mick Jagger e Keith Richards per possesso e consumo di droga in seguito alla retata avvenuta il 12 febbraio 1967 nella casa al mare di Keith Richards a Redlands nel West Sussex, ed alle contemporanee simili disavventure di Brian Jones.
Il brano venne incluso nella versione UK della compilation Through the Past, Darkly (Big Hits Vol.2) ma non in quella statunitense (la B-side Dandelion è invece presente in entrambe le edizioni). We Love You venne comunque inserita in altre quattro raccolte: More Hot Rocks (Big Hits & Fazed Cookies), Singles Collection: The London Years, Rolled Gold: The Very Best of the Rolling Stones, e GRRR!. La versione rimasterizzata presente su More Hot Rocks omette la coda finale con l'estratto da Dandelion inclusa nella versione originale su singolo; ma termina invece con la voce di John Lennon che esclama: «Your health!» ("Alla salute!").

## Registrazione
Registrata il 12 giugno negli Olympic Studios, durante le sessioni per l'album Their Satanic Majesties Request, pochi giorni dopo che Jagger e Richards erano stati rilasciati su cauzione in attesa dell'appello dopo l'arresto per droga; la canzone si apre con il rumore di passi che echeggiano in un lungo corridoio, al quale fa seguito il pesante rumore di una porta metallica di cella che viene chiusa. Oltre ad essere un messaggio di ringraziamento ai propri fan ("We Love You" - "Vi amiamo"), il brano contiene anche un ironico riferimento alle forze di polizia che li avevano incastrati e ai veri sentimenti provati dagli Stones in quei frangenti, mascherati da una facciata di amichevole collaborazione e comprensione hippie mentre interiormente ribollivano di rabbia ed indignazione (rappresentata dal surreale suono del mellotron suonato da Brian Jones sullo sfondo). We Love You è un collage psichedelico di effetti sonori carcerari, martellante riff pianistico di Nicky Hopkins, vari effetti vocali trattati elettronicamente, e include anche l'apparizione speciale di Lennon & McCartney dei Beatles che contribuirono a cantare le armonie nei cori di accompagnamento.
Il mellotron suonato da Brian Jones sul brano, secondo quanto riferito dal tecnico del suono George Chkiantz, attualmente è di proprietà di Keith Richards.
Tutte le versioni del singolo originale contenevano nel finale una coda distorta in dissolvenza che comprendeva una breve sezione vocale ripresa da Dandelion (poi eliminata nelle versioni pubblicate su album e CD).
Il poeta Allen Ginsberg si trovava a Londra per una manifestazione pro-marijuana tenutasi a Hyde Park. Incontrò Mick Jagger a casa di Paul McCartney, e Jagger lo invitò quella sera stessa a venire in studio di registrazione per assistere all'incisione del brano We Love You al quale avrebbero partecipato anche Paul e John Lennon. Ginsberg, accettò con entusiasmo e diresse i tre musicisti dall'altra parte della vetrata dello studio con la sua campana tibetana. «Fu meraviglioso; sembravano tanti piccoli angeli» dichiarò in seguito Ginsberg, «Sembravano le "Tre Grazie" mentre cantavano insieme per la prima volta.»
Pochi mesi prima, nel febbraio '67, Jagger, Richards, Marianne Faithfull, e il gallerista d'arte Robert Fraser erano stati sorpresi dalla polizia durante un festino a base di sesso e droga nella villa sul mare di Richards a Redlands. La polizia sequestrò diverse sostanze. Successivamente condotti in tribunale in manette con grande esposizione mediatica, accusati di consumo e possesso di droga, Mick Jagger venne condannato a 3 mesi di carcere, Richards a 1 anno e Fraser a 6 mesi. La condanna provocò un editoriale di protesta del quotidiano britannico The Times intitolato Who Breaks a Butterfly Upon a Wheel? ("Chi schiaccia una farfalla sotto una ruota?"), citazione tratta dalla "Epistola al Dr Arbuthnot" di Alexander Pope del gennaio 1735.

## Video
Per promuovere il singolo venne girato un video promozionale diretto dal regista Peter Whitehead. Esso includeva, oltre alle immagini del gruppo in sala d'incisione, anche una rievocazione del celebre processo ad Oscar Wilde del 1895, con Jagger, Richards e Marianne Faithfull rispettivamente nei ruoli di Wilde, del Marchese di Queensberry, e di "Bosie" (l'amico di Wilde).
Il produttore di Top of the Pops rifiutò di mandare in onda il video durante il programma. Un portavoce della BBC dichiarò che il filmato era stato ritenuto inadatto per il tipo di pubblico che seguiva Top of the Pops. Aggiunse inoltre che non si trattava di un vero e proprio bando del filmato da parte della BBC, ma che semplicemente quella era stata la decisione del produttore.

## Tracce

### Edizione UK
Decca F.12654
1. We Love You (Jagger/Richards) - 4:35
2. Dandelion (Jagger/Richards) - 3:32

### Edizione USA
London 45.905
1. Dandelion (Jagger/Richards) - 3:32
2. We Love You (Jagger/Richards) - 4:35

## Formazione
Musicisti
- Mick Jagger: voce solista, effetti sonori
- Keith Richards: chitarra elettrica, cori
- Brian Jones: Mellotron, cori
- Bill Wyman: basso, cori
- Charlie Watts: batteria
- Nicky Hopkins: pianoforte
- John Lennon: cori, tamburello
- Paul McCartney: cori, maracas

Produzione
- Andrew Loog Oldham: produzione
- George Chkiantz: ingegnere del suono

## Cover
- Ryūichi Sakamoto
- Gregorian
- Cock Sparrer